# Prințesa Louise a Danemarcei și Norvegiei
Prințesa Louise a Danemarcei și Norvegiei (20 ianuarie 1750 - 12 ianuarie 1831) a fost fiica regelui Frederic al V-lea al Danemarcei și a reginei Louise a Marii Britanii (fiica regelui George al II-lea al Marii Britanii). Prima ei fiică va deveni regina Marie Sophie a Danemarcei după căsătoria cu regele Frederic al VI-lea al Danemarcei.